# Ubatuba
Ubatuba és un municipi brasiler, situat a la costa sud-est, a l'estat de São Paulo. Forma part de la Regió Metropolitana de Vale do Paraíba i Litoral Norte. La població és de 92.819 (est. 2021) en una àrea de 723,88 km², dels quals el 83% es troba al Parque Estadual Serra do Mar.